# Споменик „Бомбаш” у Земуну
44° 50′ 26″ С; 20° 24′ 32″ И / 44.8405335° С; 20.4089248° И
Споменик „Бомбаш” у Земуну налази се у Градском парку, градска општина Земун.
Споменик приказује стојећу фигуру бомбаша, борца Народноослободилачке борбе народа Југославије од 1941. до 1945. године, у положају карактеристичном за акцију бацања бомбе на непријатеља.
Споменик је дело југословенског и хрватског вајара Вање Радауша. Вања Радауш (Винковци, 1906 — Загреб, 1975) је био хрватски вајар, сликар и писац. Био је активни учесник Народноослободилачке борбе, члан „Југославенске академије знаности и умјетности“ у Загребу, добитник већег броја награда и признања.
Брига о објекту поверена је Заводу за заштиту споменика културе града Београда - Установе културе од националног значаја.